# Chaenogobius gulosus
Chaenogobius gulosus är en fiskart som först beskrevs av Sauvage 1882.  Chaenogobius gulosus ingår i släktet Chaenogobius och familjen smörbultsfiskar. Inga underarter finns listade i Catalogue of Life.